# La Azulita
La Azulita es la capital del Municipio Andrés Bello del Estado Mérida en los Andes venezolanos. Está ubicada a 1135 m s. n. m. y presenta una temperatura promedio entre los 17 y 25 °C. Se estima que tiene una población de unos 16 000 habitantes y dista unos 75 km de la ciudad de Mérida (aunque el viaje dura entre 2 y 3 horas).
Es un pueblo turístico y ha sido reconocido internacionalmente por su seguridad y ecología. Además por su rica cultura, artesanos, la Vuelta Internacional en Bicicleta de Montaña y Concursos de Avistamiento de Aves.

Acceder a este mágico pueblo es muy fácil por vía aérea desde el Aeropuerto Juan Pablo Pérez Alfonzo de El Vigía y de allí en vehículo es una hora de camino transitando la Carretera Panamericana hasta llegar a Santa Elena de Arenales, donde realiza un cambio de carretera a la Local-004 Carretera Santa Elena-La Azulita. 

## Historia
La Azulita fue fundada en 1826 bajo el nombre de Hoyada de Molinillo por Juan Nepomuceno, y los hermanos Francisco y Ramón Uzcátegui Escobar, debido a los conflictos internos de Venezuela la población desaparece.
En 1866 es refundada con el nombre de La Azulita, por el color azulado de las montañas vecinas. El pueblo se dedica desde temprano al cultivo del café. Sin embargo, hoy el turismo es una de sus principales actividades económicas, tanto el que se hace en el pueblo como el ecoturismo que se ha desarrollado en las montañas circundantes. 
Entre las principales festividades de la localidad destaca la celebración en honor a la Virgen de Coromoto, la cual tiene lugar el primer domingo de octubre. Durante esta festividad se lleva a cabo una tradicional danza popular, ejecutada por una cofradía conocida como la de «Los Indias Cospes», expresión cultural de profunda raigambre local. 
Asimismo, el 8 de diciembre se celebran las fiestas patronales en honor a la Inmaculada Concepción, con manifestaciones religiosas y populares que congregan a la comunidad.
En el mes de diciembre también se conmemora el Día de San Isidro Labrador, considerado el santo patrono de los agricultores, cuya devoción está estrechamente ligada a las prácticas campesinas de la zona.
Finalmente, los días 31 de diciembre y 1.º de enero se realizan las festividades en honor al Niño Jesús, celebración que fue declarada Patrimonio Cultural Municipal en el año 2016, y que se ha mantenido como una de las expresiones religiosas más emblemáticas del cambio de año en La Azulita.

## Sitios turísticos
La Azulita es un fundado entre las montañas andinas de Mérida, posee un paisaje único que se alimenta de la Cuenca del río Capaz y de los bosques de la Selva Nublada. Cuenta con una gran variedad de fauna y flora y conserva el 80 por ciento de sus bosques primarios, gracias a esto el 22 de abril de 1990 fue reconocido como "el pueblo ecológico de América". También la han bautizado como "El Balcón de los Andes" por estar enclavada en la depresión andina que se abre al Lago de Maracaibo, está tan alto el pueblo que en un día despejado, se puede divisar el lago hacia el norte. El destino ofrece posadas de buen nivel y gente cálida que atiende a los visitantes.
Entre sus atractivos turísticos se destacan:
- Santuario Inmaculada Concepción. Templo neogótico caracterizado por poseer dos torres gemelas y una bóveda pinacular que se eleva a 45 metros de altura, convirtiéndola en una de las iglesias más altas de Venezuela. En sus naves laterales y en el ábside se pueden admirar grandes vitrales que rememoran pasajes del Evangelio. Fue construido en 1967 y está dedicado a la Virgen de la Inmaculada, cuya imagen de 9 metros de altura se eleva delante de la fachada. Constituye un gran atractivo turístico del pueblo al frente de la emblemática Plaza Bolívar.
- Iglesia Nuestra Sra. del Perpetuo Socorro de Mesa Alta
- Parque Ecoturistico Las Cuevas del Quebradón se trata de una cueva con múltiples galerías y dos bocas a las afueras de la cueva fue instalado un sistema de tirolesa por alrededor de la roca con fines de realizar turismo de aventura, con los más altos estándares de seguridad.
- Plaza Bolívar
- Plaza Andrés Bello
- Cascada La Palmita
- Parque Recreativo La Palmita se trata de un parque recreativo de administración pública que cuenta con dos piscinas, un sistema de tirolesa, caminerias, un puente colgante, un balneario, vista a la cascada la palmita, múltiples kioscos estos poseen asadores y una mesa, cancha de voleibol y un restaurante.
- Plazoleta La Mina
- Mirador Siervo de Dios
- Cristo Negro
- Ciudad Fresita
- Balneario de Río Aguas Calientes
- El mirador Doctor José Gregorio Hernández

## Clima
| Parámetros climáticos promedio de Mérida (Aeropuerto; 1479 m s. n. m.) | Parámetros climáticos promedio de Mérida (Aeropuerto; 1479 m s. n. m.) | Parámetros climáticos promedio de Mérida (Aeropuerto; 1479 m s. n. m.) | Parámetros climáticos promedio de Mérida (Aeropuerto; 1479 m s. n. m.) | Parámetros climáticos promedio de Mérida (Aeropuerto; 1479 m s. n. m.) | Parámetros climáticos promedio de Mérida (Aeropuerto; 1479 m s. n. m.) | Parámetros climáticos promedio de Mérida (Aeropuerto; 1479 m s. n. m.) | Parámetros climáticos promedio de Mérida (Aeropuerto; 1479 m s. n. m.) | Parámetros climáticos promedio de Mérida (Aeropuerto; 1479 m s. n. m.) | Parámetros climáticos promedio de Mérida (Aeropuerto; 1479 m s. n. m.) | Parámetros climáticos promedio de Mérida (Aeropuerto; 1479 m s. n. m.) | Parámetros climáticos promedio de Mérida (Aeropuerto; 1479 m s. n. m.) | Parámetros climáticos promedio de Mérida (Aeropuerto; 1479 m s. n. m.) | Parámetros climáticos promedio de Mérida (Aeropuerto; 1479 m s. n. m.) |
| Mes                                                                    | Ene.                                                                   | Feb.                                                                   | Mar.                                                                   | Abr.                                                                   | May.                                                                   | Jun.                                                                   | Jul.                                                                   | Ago.                                                                   | Sep.                                                                   | Oct.                                                                   | Nov.                                                                   | Dic.                                                                   | Anual                                                                  |
| ---------------------------------------------------------------------- | ---------------------------------------------------------------------- | ---------------------------------------------------------------------- | ---------------------------------------------------------------------- | ---------------------------------------------------------------------- | ---------------------------------------------------------------------- | ---------------------------------------------------------------------- | ---------------------------------------------------------------------- | ---------------------------------------------------------------------- | ---------------------------------------------------------------------- | ---------------------------------------------------------------------- | ---------------------------------------------------------------------- | ---------------------------------------------------------------------- | ---------------------------------------------------------------------- |
| Temp. máx. abs. (°C)                                                   | 26.1                                                                   | 27.0                                                                   | 29.1                                                                   | 29.4                                                                   | 28.1                                                                   | 26.3                                                                   | 27.1                                                                   | 27.4                                                                   | 28.1                                                                   | 27.2                                                                   | 27.0                                                                   | 26.3                                                                   | 28.1                                                                   |
| Temp. máx. media (°C)                                                  | 24.8                                                                   | 25                                                                     | 26                                                                     | 26.7                                                                   | 24.9                                                                   | 25.4                                                                   | 25.0                                                                   | 25.3                                                                   | 25.5                                                                   | 25.6                                                                   | 24.8                                                                   | 24.7                                                                   | 25.3                                                                   |
| Temp. mín. media (°C)                                                  | 16.1                                                                   | 15.9                                                                   | 16.4                                                                   | 17.4                                                                   | 19.1                                                                   | 16.9                                                                   | 12.3                                                                   | 12.2                                                                   | 14.8                                                                   | 14.3                                                                   | 16.9                                                                   | 16.4                                                                   | 15.7                                                                   |
| Temp. mín. abs. (°C)                                                   | 14.4                                                                   | 15                                                                     | 14.2                                                                   | 16                                                                     | 17.2                                                                   | 10.3                                                                   | 7.2                                                                    | 6.1                                                                    | 10.1                                                                   | 11.6                                                                   | 12.1                                                                   | 11                                                                     | 6.1                                                                    |
| Lluvias (mm)                                                           | 208.7                                                                  | 34.8                                                                   | 219.2                                                                  | 133.9                                                                  | 175.4                                                                  | 62.7                                                                   | 43.4                                                                   | 85.2                                                                   | 91.5                                                                   | 92.8                                                                   | 145.1                                                                  | 101.2                                                                  | 1393.9                                                                 |
| Humedad relativa (%)                                                   | 97                                                                     | 90                                                                     | 80                                                                     | 70                                                                     | 80                                                                     | 70                                                                     | 70                                                                     | 90                                                                     | 80                                                                     | 85                                                                     | 90                                                                     | 70                                                                     | 81                                                                     |
| Fuente:                                                                |                                                                        |                                                                        |                                                                        |                                                                        |                                                                        |                                                                        |                                                                        |                                                                        |                                                                        |                                                                        |                                                                        |                                                                        |                                                                        |